# 국도 제106호선 (일본)

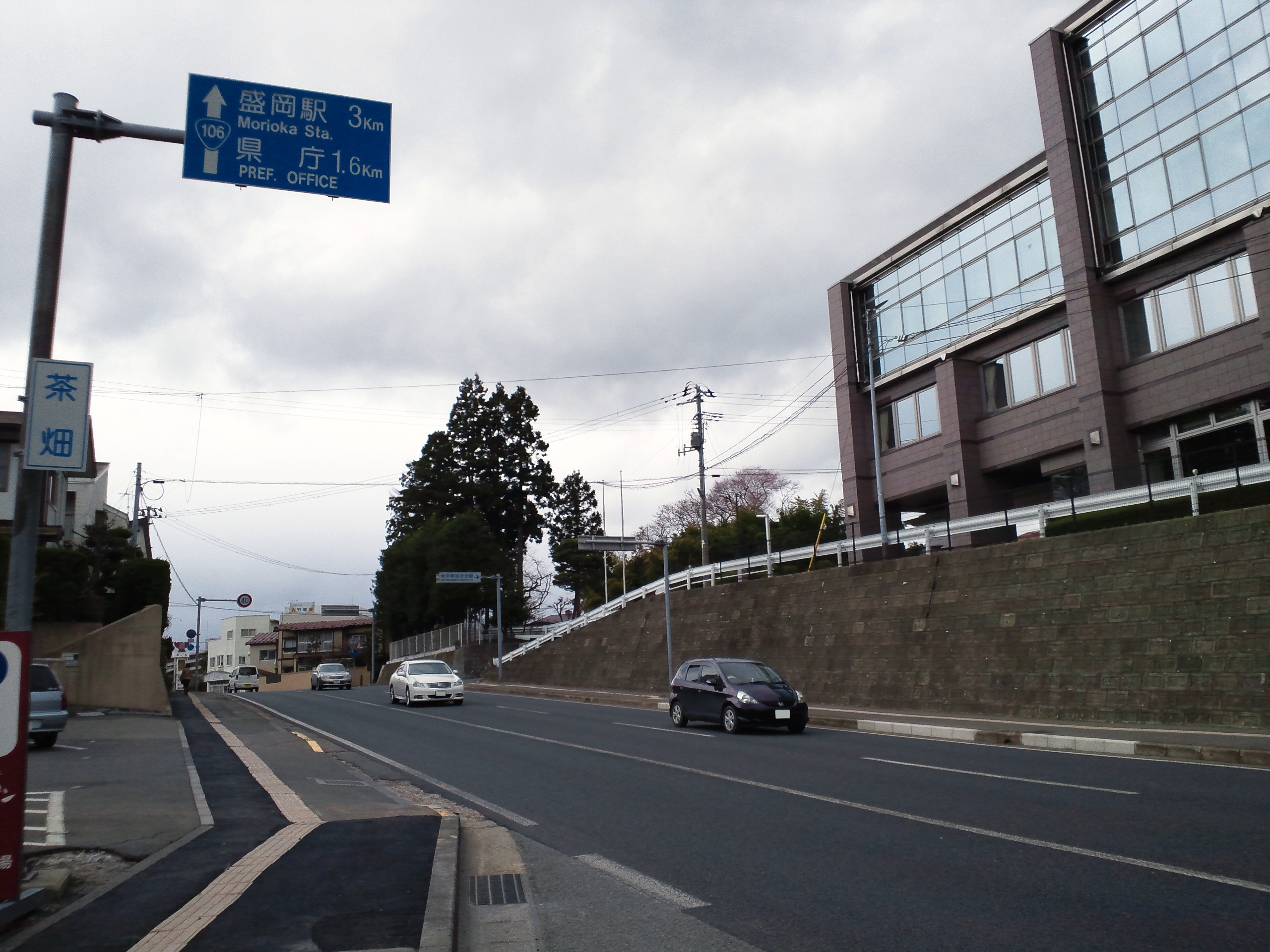
모리오카시 자바타케로부터 (2013년 5월)

국도 제106호선(일본어: 国道106号 こくどう106ごう[*])은 이와테현 미야코시에서 모리오카시까지 이르는 일본의 일반 국도로, 총 연장은 92.7 km이다. 그러나 해당 도로에는 바이패스 도로의 구간이 많이 있는 국도 노선이다.

## 개요
이 도로는 예로부터 미야코 가도 혹은 헤이 가도(閉伊街道)로 알려진 도로를 그대로 답습하게 되었다. 같은 두 지점을 묶여 있는 JR 야마다선과는 모리오카역 - 구자카이역 사이의 구간을 제외한 구자카이역의 이동 구간인 헤이강을 그대로 따라 병주하고 있다. 또, 구자카이역 이서 구간에는 야나가와를 그대로 병주한다.
예전에는 강가를 위주로 급커브가 가장 많은 선형을 가지고 있었지만, 1970년대 초반(쇼와 40년대 후반)부터 도로의 선형을 점진적으로 뜯어고침에 따른 터널을 다용하여 직선화되어 있는 구간이 증가됨에 따라, 도호쿠 대진재가 발생되기 직전 당시인 2011년 3월 11일 아침까지만 해도 모리오카시에서 미야코시까지 통과할 때 걸리는 시간은 평균적으로 볼 때 1시간 44분이나 소요되었다.
국도 106호선의 전 구간은 미야코 모리오카 횡단 도로(宮古盛岡横断道路)로써, 지역 고규격 도로로 지정되어 있는 상태였으나, 도호쿠 대진재의 복구 관련 지원 도로로서 중점적인 정비가 꾸준히 이루어진 결과, 도호쿠 대진재가 발생된 지 10년이 지난 2021년 3월, 미야코 모리오카 횡단 도로는 새로이 개량된 덕에 소요시간이 1시간 27분으로 단축되어 이는 한국의 44번 국도를 능가하는 소요시간을 가지게 된다.

### 노선 정보
일반 국도의 노선을 지정하고 있는 정령에 의거한 기종점 및 경유지는 다음과 같다.
- 기점 : 미야코시 (쓰키지 교차로 = 국도 제45호선과의 교점)
- 종점 : 모리오카시 (시역소앞 교차로 = 국도 제455호선(일본어판)과의 교점)
- 중요한 경과지 : 이와테현 시모헤이군 니사토촌[B], 가와이촌[C]
- 총 연장 : 92.7 km
- 중용 연장 : 0.1 km
- 미공용 연장 :  없음
- 실제 연장 : 92.7 km
- 현도 : 92.7 km
- 구도 : 없음
- 신도 : 없음
- 지정 구간 : 없음

## 역사
- 1953년 (쇼와 28년) 5월 18일 - 일반 국도 106호 미야코 모리오카선(미야코시 ~ 모리오카시)으로 지정 시행
- 1965년 (쇼와 40년) 4월 1일 - 도로법이 개정됨에 따라 1급과 2급의 구분을 없애고 일반 국도 106호선으로 지정 시행
- 1978년 (쇼와 53년) 10월 31일 - 1차 개량 공사가 완료됨에 따라 전 구간에 걸쳐 완전 개통
- 1994년 (헤이세이 6년) 12월 16일 - 전 구간에 걸쳐 지역 고규격 도로인 미야코 모리오카 횡단 도로로 지정을 받음

## 노선 개황

### 중복 구간
- 국도 제340호선 (일본)(일본어판) (미야코시 모이치 다이5지와리 ~ 미야코시 가와이 다이1지와리)

### 도로 시설

#### 미치노에키
- 야마비코칸(일본어판)
- 구자카이고켄(일본어판)

## 지리

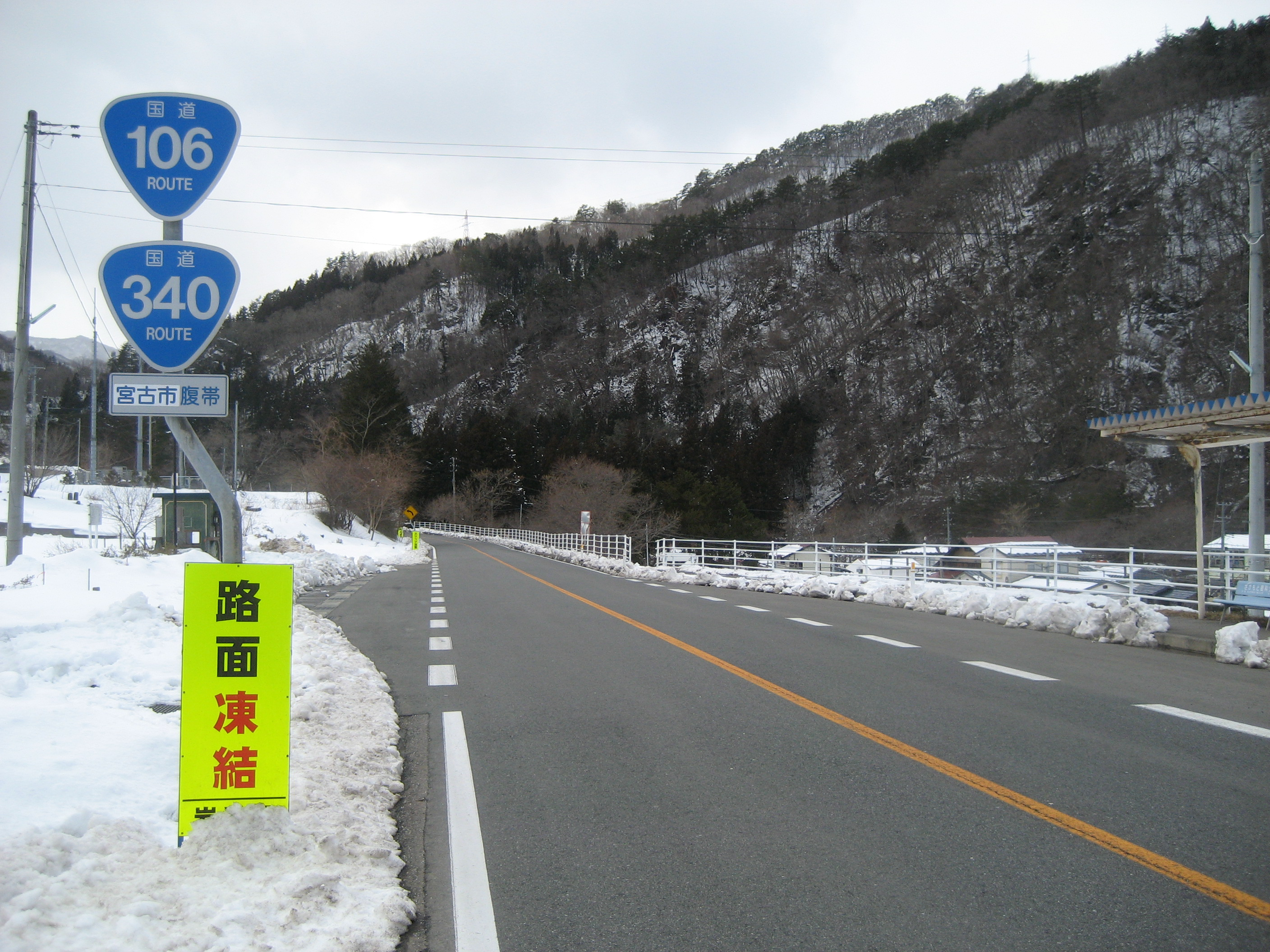
이와테현 미야코시 하라타이 부근 (국도 340호선과의 중복 구간)

### 통과하는 지자체
- 이와테현
  - 미야코시 - 모리오카시

### 통과하는 도로
국도
- 국도 제340호선
- 국도 제4호선
- 국도 제455호선
- 국도 제396호선
- 국도 제456호선

현도
- 이와테현도 제40호선
- 이와테현도 제200호선
- 이와테현도 제115호선
- 이와테현도 제143호선
- 이와테현도 제142호선
- 이와테현도 제171호선
- 이와테현도 제170호선
- 이와테현도 제43호선
- 이와테현도 제36호선
- 이와테현도 제120호선

## 직할 지정 구간 편입 요구

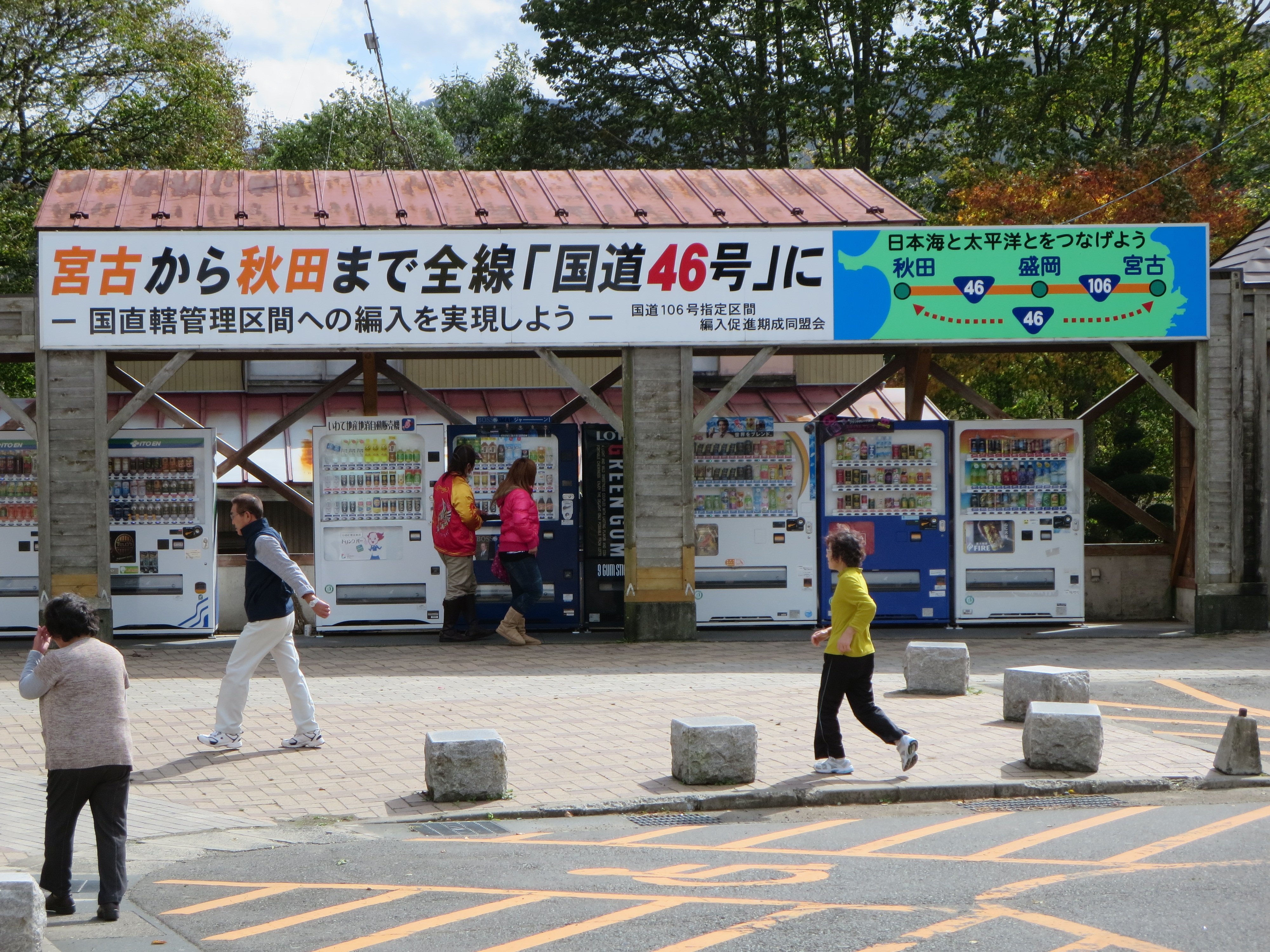
국도 제106호선의 미치노에키 구자카이고엔에 게시되어 있는 현수막인 "국도 106호선을 국도 46호선으로 편입해 달라."라는 간판

국도 제106호선은 현재 미야코 - 모리오카 - 아키타 횡단축의 일부로, 산리쿠 연안 지역의 조기 부흥을 위한 "부흥 도로"로서 자리매김되어 있다. 보다 더 강화하자는 취지가 도모되자, 이와테현은 국도 106호선을 지정 구간에 편입시킨 뒤 국도 제46호선과 같이 나라에서 직접적으로 관리할 수 있도록 일본 정부에 요청을 받은 바 있다.
만약 106번 국도가 46번 국도에 합쳐지면 106번 국도는 일본의 일반 국도 노선 중에서 108~110, 214~216호선 다음으로 7번째로 폐지될 수도 있다.

## 같이 보기
- 106 급행버스(일본어판)